# Cine Odeon
El cine Odeon fue un cine de Livorno.
Ha sido alrededor de cincuenta años, el cine más grande de la ciudad y uno de los más grandes de Italia. Se encuentra fuera de la Iglesia valdense, y a poca distancia de la iglesia del mismo nombre y el Cementerio Inglés y la iglesia anexa de San Jorge. Activa desde la Segunda Guerra Mundial hasta los primeros años del nuevo milenio, a pesar de la difícil restauración de 1998, se cerró en 2007, para dar paso a un aparcamiento de varios pisos. Este aparcamiento, ya en parte activa en agosto de 2011 con la entrega del garaje primero, se inserta con sus rampas en espiral grandes que cuentan con una calefacción azul cromo.

## Historia
Alrededor de los años cuarenta la familia Gragnani, director de la mayoría de las salas de entretenimiento Livorno, decidió hacer un cine de gran capacidad. Virgilio Marchi fue puesto a cargo de la gestión de proyectos y construcción, iniciada en marzo de 1948 y concluyó en junio de 1952. Dada la escasez de recursos financieros disponibles, la función original era la de mantener el proscenio de gran tamaño con unos pocos. En el momento de la inauguración fue el Cine Odeon, con sus asientos de 2500, el más grande del cine italiano (después de la última restauración, en 1998, se redujo a poco más de 800).
En 1958 el edificio fue vendido a Fortunato Marinari y, posteriormente, pasó a manos de la familia Lippi, hasta el cierre de la propiedad en 2005 y al que, según algunos, habría contribuido a la apertura, en esos años, una multisala de Porta a Terra. El edificio fue vendido a SPIL en 6 millones de euros, y en 2006 se presentó al público el proyecto para transformar el edificio en un aparcamiento de gran capacidad diseñado por Antonino Valenti Riccardo del Corso e Ida Roberto. Comenzó en 2007 y se abrió-incluso parcialmente en agosto de 2011, consta de 6 plantas sobre rasante y, por un total de 600 plazas de aparcamiento.